# Daïra d'Hassi Khalifa
La daïra d'Hassi Khalifa est une daïra d'Algérie située dans la wilaya d'El Oued et dont le chef-lieu est la ville éponyme d'Hassi Khalifa.

## Localisation
La daïra est située au centre de la wilaya d'El Oued.

## Communes de la daïra
La daïra est composée de deux communes : Hassi Khalifa et Trifaoui.